# Melodi Grand Prix Junior 2012
Il Melodi Grand Prix Junior 2012 è stata l'undicesima edizione del concorso canoro riservato ai bambini e ragazzi dai 9 ai 15 anni. Rimane invariata la scelta di NRK di non pubblicare i voti ed annunciarne solo il vincitore.

## Risultati
| N° | Artista           | Brano                 | Risultato |
| -- | ----------------- | --------------------- | --------- |
| 1  | Mina              | «Mas»                 | Eliminato |
| 2  | Berge             | «På vent»             | Finalista |
| 3  | Julie             | «Bare vær dæ sjøl»    | Eliminato |
| 4  | Sebastian         | «Hekta»               | Eliminato |
| 5  | Beat Track        | «Drømmer»             | Finalista |
| 6  | My brother & Me   | «Gi aldri opp»        | Eliminato |
| 7  | Nina              | «La meg forstå»       | Eliminato |
| 8  | Vicky             | «Skate»               | Finalista |
| 9  | Frida             | «Du kan stole på meg» | Eliminato |
| 10 | Marcus & Martinus | «To dråper vann»      | Finalista |

### Finale
| N° | Artista           | Brano                 | Posizione |
| -- | ----------------- | --------------------- | --------- |
| 2  | Berge             | «På vent»             | –         |
| 6  | My brother & Me   | «Gi aldri opp»        | –         |
| 9  | Frida             | «Du kan stole på meg» | –         |
| 10 | Marcus & Martinus | «To dråper vann»      | 1         |